# Hajnówka
Hajnówka je mesto v severovzhodnem delu Poljske. Leži v bližini poljske meje z Belorusijo. 2013 je v mestu živelo 21.599 ljudi.